# Spindasis pseudonyassae
Spindasis pseudonyassae är en fjärilsart som beskrevs av Vissian 1976. Spindasis pseudonyassae ingår i släktet Spindasis och familjen juvelvingar. Inga underarter finns listade i Catalogue of Life.